# كلارا نونيز
كلارا نونيز (بالبرتغالية: Clara Nunes‏) هي مغنية برازيلية، ولدت في 12 أغسطس 1943 في Caetanópolis ‏ في البرازيل، وتوفيت في 2 أبريل 1983 في ريو دي جانيرو في البرازيل بسبب صدمة الحساسية.

## وصلات خارجية
- كلارا نونيز على موقع IMDb (الإنجليزية)
- كلارا نونيز على موقع ميوزك برينز (الإنجليزية)
- كلارا نونيز على موقع أول ميوزيك (الإنجليزية)
- كلارا نونيز على موقع ديسكوغز (الإنجليزية)